# Бларамберг Іван Павлович
Бларамберг Іван Павлович, Жан Поль Бларамберг (рос. Жан Поль Бларамберг, Бларамберг Иван Павлович; нар. 1772, Фландрія — пом. 31 грудня 1831, Одеса, Херсонська губернія, Російська імперія) — російський археолог фламандського походження, один із перших дослідників класичних пам'яток Південної України й Криму, автор близько 30 праць, в тому числі першого кодексу ольвійських монет. Першим розробив нумізматику Ольвії і деяких інших давньогрецьких поселень, визначив місцеположення античних поселень: Тіри, Фіска, Ніконії; відкрив існування п'ятисоюззя складавшого з міст й портів західного берега Чорного моря. Тісно пов'язаний із діяльністю Івана Стемпковського. Засновник Одеського та Керченського музеїв старожитностей і перший їх директор. Дійсний статський радник.

## Життєпис
Походив із дворян Фландрії. Одержав домашнє виховання, служив у голландській армії: прапорщик Гессен-Дармштадського полку (1786), офіцер Генерального штабу (1786), поручник (1792—1794), капітан (з 1794 року); брав участь у боях «проти заколотників» у війні за штатгальтера принца Вільгельма V Оранського (1787) і проти французької армії у Нідерландській компанії (1793). Три роки провів у полоні, у 1795 році під час французького вторгнення в Німеччину був звільнений з полону після заснування Батавської республіки на території Нідерландів. «З нагоди революції» перейшов на службу в англійську армію (1795—1797 роки), одержував щорічне матеріальне утримання від англійського «правління». У 1796 році він жив у Франкфурті-на-Майні.
Ймовірно, на настійливу вимогу редактора Комісії зі складання законів барона Г. Розенкампфа, одруженого з рідною сестрою Бларамберга, у 1797 році прибув у Російську імперію. У Москві жив до 1804 році, одержуючи платню від англійського уряду. У Санкт-Петербурзі перейшов на російську службу: працював помічником редактора (1804), став колезьким асесором (1805—1806 роки). У Комісії складання законів займався «систематичним вивченням іноземних законодавств, статей з цивільного права». У зв'язку з хворобою звільнений з чином надвірного радника.
З 1808 року мешкав у місті Одесі. За подання герцога де Рішельє — став прокурором Одеського комерційного суду (1808—1810 роки), одночасно служив у Комісії зі справ нейтрального мореплавання (з 1809 року) і в Одеському градоначальстві (з 1810), був митним інспектором Херсонської губернії (1810 рік), потім зарахований до герольдії.
У 1812—1818 роках працював начальником Одеської митної округи з чином колезького радника, і в 1818 році отримав чин статського радника. Був кореспондентом Комісії складання законів (1818) і членом «Комісії для розгляду корабельних документів при привозі до Одеського порту заборонених товарів, і в Комітеті з облаштування Одеського порто-франко» (1818—1824).
У червні 1824 року «у зв'язку зі слабкістю здоров'я від служби звільнений». З червня 1825 року — працював чиновником з особливих доручень Новоросійського генерал-губернатора Михайла Воронцова «для проведення робіт виявлення старожитностей у Новоросійському краї», був першим директором музеїв старожитностей в Одесі (з 1825 року) і Керчі (з 1826 року). Отримав чин дійсного статського радника (1830 рік). Будинок Бларамберга в Одесі в першій третині XIX століття був археологічним музеєм і центром суспільного й наукового життя міста, де любив бувати Олександр Пушкін.
Після переїзду в Одесу з 1811 року збирав монети й інші стародавності, насамперед ольвійські. Налагодив контакти з антикваром — хоронителем Ермітажу академіком Е. Келером, державним канцером М. Румянцевим, пізніше із французьким академіком Д. Рауль-Рошетом та берлінським професором А. Беком (останньому він висилав копії античних написів Причорномор'я для «Корпуса грецьких написів»). Проводив розкопки й розвідки в Ольвії (з 1811 року), Неаполі Скіфському (1827 рік), на околицях Керчі (1826—1829 роки), керував антикварними вишукуваннями поета В. Теплякова й свого сина М. Бларамберга в Болгарії й Румелії (1829 рік).
Основну частину його зібрання становили:
1. лапідарні епіграфічні пам'ятники, скульптура;
2. кераміка: амфори, керамічні клейма, писані й чорнолакові вази, теракотові світильники й статуетки;
3. предмети декоративно-ужиткового мистецтва й побуту з металу;
4. колекція монет з Причорномор'я;
5. мармури, фрагменти кераміки, монети, знайдені при розкопках святилища Ахілла на Тендровській косі (1824);
6. античні пам'ятники з Болгарії, Греції й Італії, зокрема, знайдені в Геркуланумі й Помпеях, некрополі Нолі;
7. давньоєгипетські старожитності.

У 1818 році подарував Мінц-Кабінету Рішельєвського ліцею понад 700 монет римського часу, знайдених в Ольвії, а в 1825 році пожертвуванням і продажем археологічних пам'яток та книг поклав початок зібранню Одеського міського музею старожитностей. Частина манускриптів і малюнків через 10 років після смерті антиквара, у 1841, було придбано Одеським товариством історії і старожитностей за 1150 рублів асигнаціями в сина археолога, дві його роботи в російському перекладі були опубліковані в «Записках» згаданого товариства:
- Замечания на некоторые места древней географии Тавриды // ЗООИД. 1848. Т.2. Отд. 1. — С.1−19. і у виданні «Известия» Таврійської ученої архівної комісії (рос.)
- О местонахождении трех тавро-скифских крепостей, упоминаемых Страбоном, с картами, планами, снимками надписей и рисунками древних мраморов / Пер. с франц. А. Л. Бертье-Делагарда // ИТУАК. 1889. № 7. — С.56-69. (рос.)

Іван Павлович Бларамберг помер 1831 року. Був похований на Першому Християнському цвинтарі. 1937 року комуністичною владою цвинтар було зруйновано. На його місці був відкритий «Парк Ілліча» з розважальними атракціонами, а частина була передана місцевому зоопарку. Нині достеменно відомо лише про деякі перепоховання зі Старого цвинтаря, а дані про перепоховання Бларамберга відсутні.

## Наукові публікації
У 1822, завдяки сприянню Івана Стемпковського, видав у Парижі два дослідження:
- перше — про Ольвію та її монети «фр. Choix des médailles antiques d'Olbiopolis ou Olbia faisant partie du cabinet de Blaramberg à Odessa» (1822);
- російською переклад: «рос. Описание древних медалей Ольвии или Ольвиополя, находящихся в Одессе, в кабинете г. Бларамберга, с историческим известием о древнем городе Ольвии, с планом оного, и с изображением 225 медалей и монет, гравированных в Париже Сент-Анжем» (М., 1828),
- друге — опис знахідок з кургану Н. Патініоті (Патіньоті) біля Керчі, з присвятою герцогові А. Е. де Ришельє «фр. Notices sur quelques objets d'antiquité, découverts en Tauride dans un Tumulus, près du site de l'ancienne Panticapée».
- Значна кількість дрібних заміток і статей Бларамберга розсіяна в російській та іноземній періодиці, зокрема статті «рос. О предполагаемом местоположении Дианина храма в Тавриде: Рассмотрение сведений, сообщенных нам знаменитейшими писателями древности касательно места, где, как думают, приносили Тавры в жертву Диане, или Ифигении, людей» (Одесский альманах на 1831 год. — Одесса, 1831),
- «рос. Рассуждение о ристалище Ахилла» (Северный архив. 1825. Ч. 18. — N 24),
- статті з археології, епіграфіки, нумізматики й історичної географії Північного Причорномор'я античної епохи в «фр. Moniteur universelle», «фр. Journal d'Odessa», «рос. Сын Отечества» та ін. Деякі статті Бларамберга залишилися невиданими або були опубліковані в неповному варіанті.